# Бокий, Григорий Петрович
Григорий Петрович Бокий (25 декабря 1928, с. Ивановка — 6 октября 2024, с. Обильное) — советский механизатор, Герой Социалистического Труда (1971).

## Биография
В 1945 году работал в колхозе. В 1948 году поступил в совхоз «Горняк», закончил трёхмесячные курсы трактористов при Старобешевской МТС. К 1950 году проработал трактористом.
В 1950—1952 — в рядах Советской Армии. По возвращении устроился на работу в Старобешевской МТС.
С 1954 года проживал в с. Обильное. Работал на многих марках тракторов, даже военного выпуска. В период с 1965 по 1970 за высокую урожайность по выращиванию кукурузы — 48 центнеров с одного гектара, Указом Президиума Верховного Совета СССР от 8 апреля 1970 года был удостоен звания Героя Социалистического Труда.
С 1971 по 1989 работал бригадиром в колхозе «Заря».
С 1989 — на пенсии.
Умер 6 октября 2024 года в возрасте 95 лет.

## Награды
- Герой Социалистического Труда (08.04.1971)